# Муганская равнина

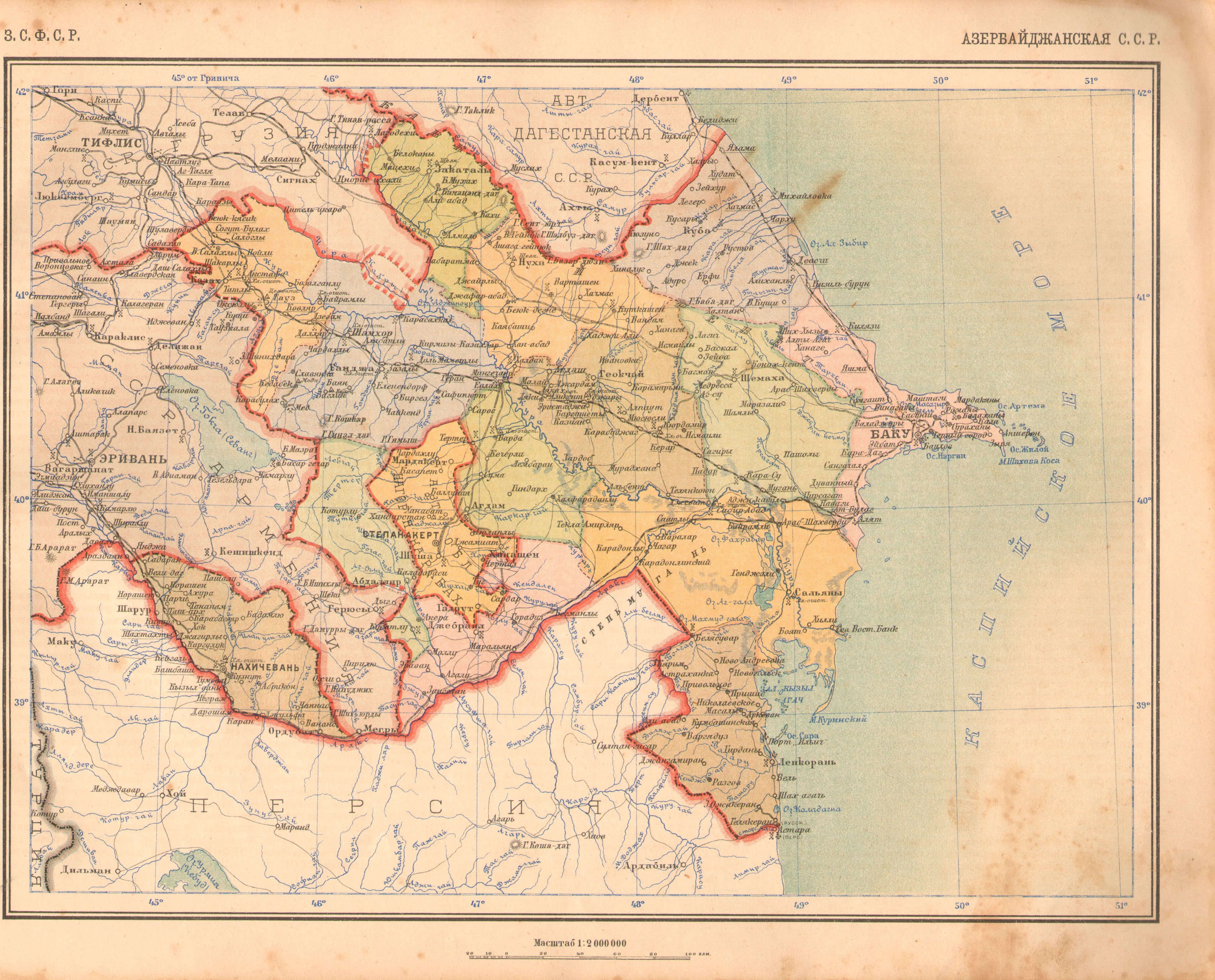
Степь Мугань на карте Азербайджанской ССР, 1928 год

Муга́нская равни́на (азерб. Muğan düzü — равнина Муган) — равнина в восточном Закавказье, расположенная к югу от слияния рек Аракс и Кура (юго-восток Азербайджанской Республики и северо-восток Иранского Азербайджана)

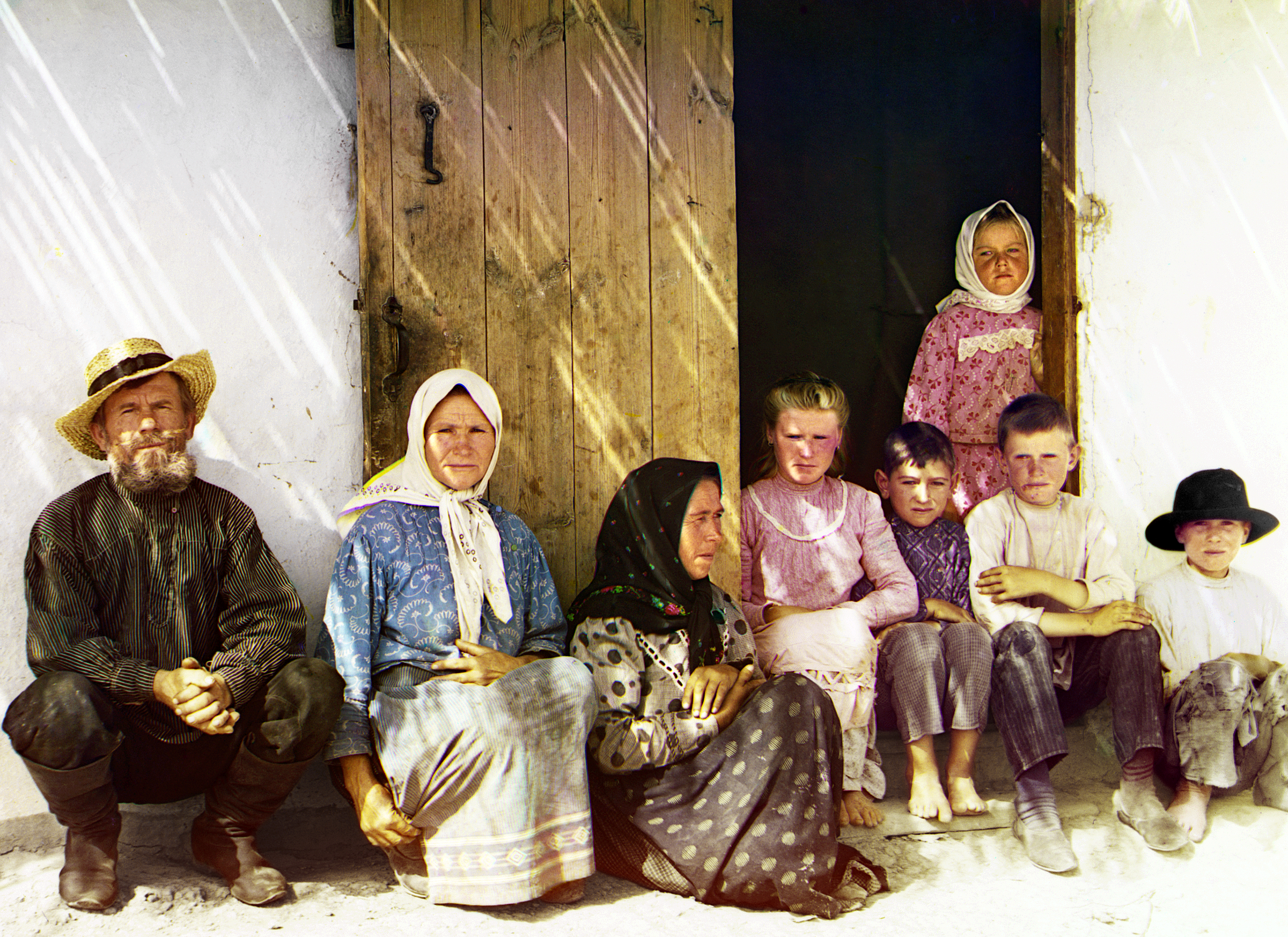
Русские поселенцы в Муганской степи (начало XX в.) Фото Прокудина-Горского

На востоке ограничена Курой, на западе Араксом, на юге — предгорьями Талышских гор. Представляет собой аллювиальную равнину, большей частью лежащую ниже уровня моря. Почвы серозёмные, лугово-серозёмные и серо-коричневые, луговые, иногда засолённые. Растительность полупустынная — полынь, солянки, эфемеры. В степи водятся джейраны, мыши, змеи, другие животные. Участок степи отведен под заповедник, часть степи орошена и засеяна хлопком.

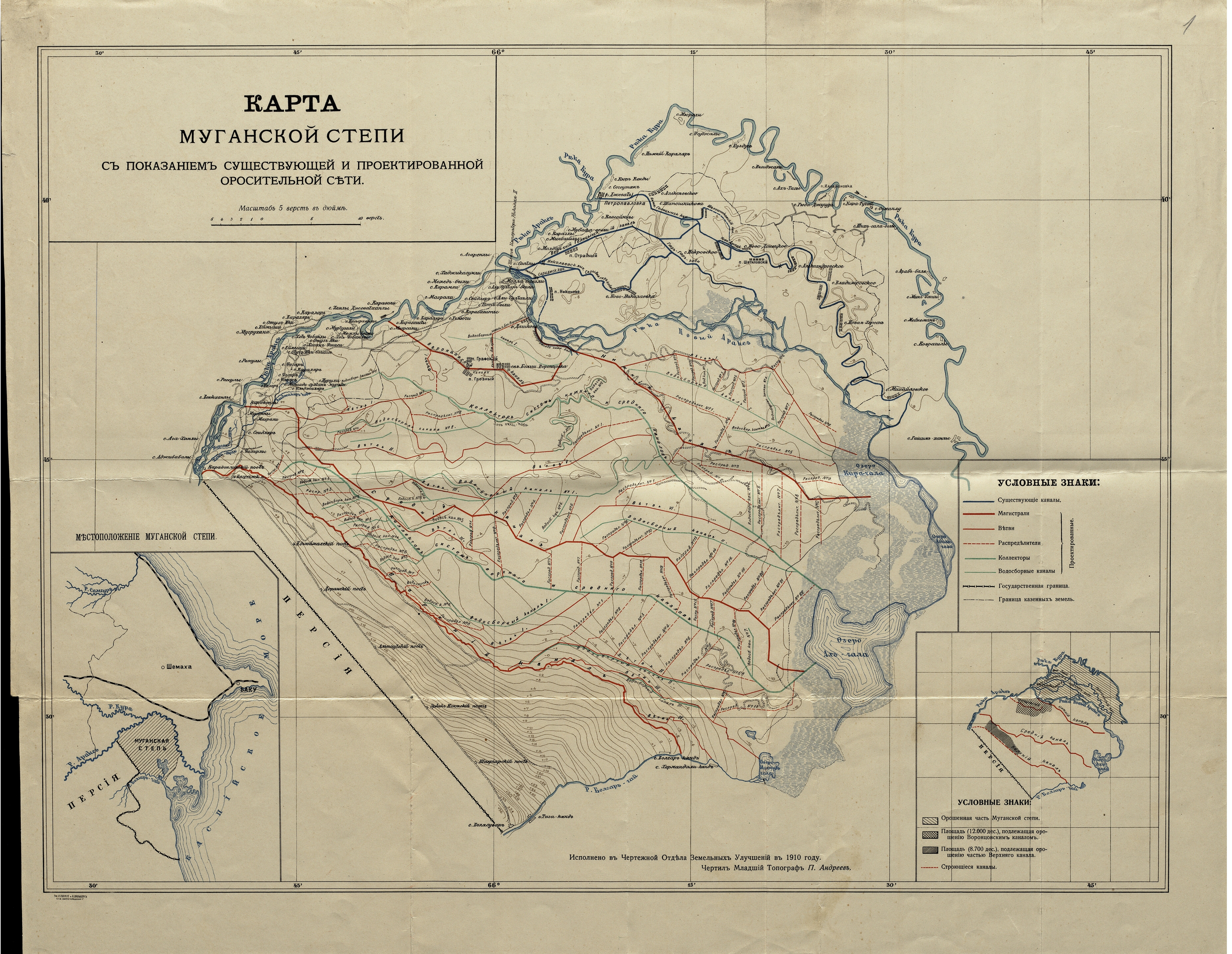
Карта Муганской степи, 1910 г.

Название происходит от зороастрийского «mūγàn», означающего «огнепоклонники».
Города: Салян, Ширван, Саатлы, Сабирабад.